# Feeder: The Singles
Pour les articles homonymes, voir The Singles.
Albums de Feeder
Pushing the Senses
(2005) Silent Cry
(2008)
Feeder: The Singles est le premier best-of du groupe, réunissant tout leur travail depuis le début de leur carrière. 
L'album contient 16 de leurs singles ayant atteint le top40 des charts UK, une version limitée du single Comfort in Sound, ainsi que trois nouvelles pistes, Lost And Found, Burn The Bridges et Save Us.
Il existe une version limitée de l'album, incluant un DVD avec l'ensemble de leurs vidéos. 
À noter que l'album ne contient pas les singles Find The Colour et Day In Day Out, bien qu'ayant atteint le top40. D'après la rumeur, ceci est dû au fait que le groupe n'avait jamais vraiment eu envie de mettre en vente ces pistes en tant que singles.

## Liste des pistes

### CD
1. Come Back Around
2. Shatter
3. Just The Way I'm Feeling
4. Buck Rogers
5. Lost and Found
6. Just A Day
7. High
8. Comfort In Sound
9. Feeling A Moment
10. Burn The Bridges
11. Tumble & Fall
12. Forget About Tomorrow
13. Tender
14. Pushing The Senses
15. Save Us
16. Seven Days In The Sun
17. Insomnia
18. Turn
19. Yesterday Went Too Soon
20. Suffocate

### DVD
1. lost and found
2. Shatter
3. Tender
4. Pushing The Senses
5. Feeling A Moment
6. Tumble And Fall
7. Comfort In Sound
8. Find The Colour
9. Forget About Tomorrow
10. Just The Way I'm Feeling
11. Come Back Around
12. Piece By Piece (Animated version)
13. Just A Day
14. Turn
15. Seven Days In The Sun
16. Buck Rogers
17. Paper Faces
18. Yesterday Went Too Soon
19. Insomnia
20. Day In Day Out
21. Suffocate
22. High
23. Crash
24. Cement
25. Tangerine
26. Stereo World